# Policyjny Batalion Ostland
33 Policyjny Batalion „Ostland” (niem. Polizei-Bataillon 33 lub Polizei-Bataillon „Ostland”) – ochotniczy oddział policyjny Ordnungspolizei złożony z Estończyków i Łotyszy podczas II wojny światowej.

## Historia batalionu
Formowanie batalionu rozpoczęło się 6 lipca 1941 r. koło Berlina i Frankfurtu nad Odrą. Składał się on z Estończyków i Łotyszy, którzy wyemigrowali do Niemiec w latach 1939–1941. Na jego czele stanął Łotysz ppłk Herberts Brašnevits, jednocześnie dowódca 1 kompanii, złożonej z Łotyszy. Pozostałe dwie kompanie były estońskie. Oddział podlegał niemieckiej policji porządkowej.
Po przeszkoleniu wysłano go na obszar okupowanej Ukrainy (m.in. Żytomierz, Kijów), gdzie pełnił służbę porządkową i antypartyzancką. Ponadto uczestniczył w represjach i rozstrzeliwaniach miejscowej ludności, w tym Żydów. Na pocz. 1942 r. przemianowano go na 304 Wschodni Batalion Policyjny (patrz: Bataliony Wschodnie).
Jesienią tego roku został podzielony; część żołnierzy wysłano do obozu Heidelager w Dębicy w Generalnym Gubernatorstwie, gdzie stanowili trzon nowo formowanego Legionu Estońskiego SS, zaś reszta pozostała na Ukrainie. Dopiero w 1943 r. trafili także do obozu Heidelager, jako zaczątek Batalionu „Narva”.